# Relascopi

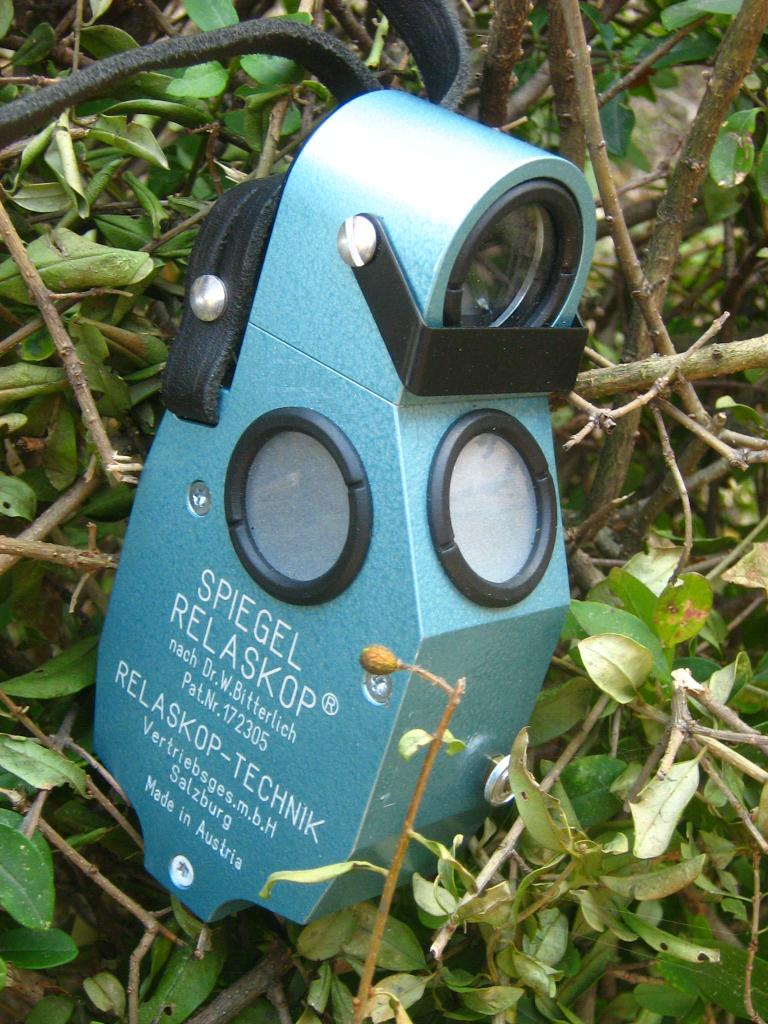
Un Relascopi (Spiegelrelaskop)

El relascopi és un instrument multiús per a l'inventari forestal que va ser creat per Walter Bitterlich. S'utilitza sobretot per trobar l'altura d'un arbre, l'àrea basal d'un arbre i el diàmetre d'un arbre en qualsevol lloc al llarg del tronc. Aquest instrument es fa servir sobretot per a aplicacions que impliquen un radi variable de parcel·les de mostreig
en un sondeig dels boscos.

## Mètode d'operació
El relascopi té un forat de visualització a la part posterior i una finestra transparent en la part frontal per permetre a l'usuari a la visualització a través de l'eina. Hi ha tres orificis d'entrada de llum que s'utilitzen per il·luminar l'escala. Aquest és un dels principals problemes amb el relascopi, la forma en què aquest instrument està dissenyat no es pot utilitzar quan la llum és al mínim. Això no és un problema en una peça similar de l'equip anomenat el telerelascopi. Aquest instrument difereix del relascopi en què el telerelascopi és una versió basada en làser electrònic.

## Ús
El Relascopi es fa servir per mirar a través del forat a la part frontal de l'instrument. Quan un mira a través d'aquest forat veuran diverses escales que s'utilitzen per a diferents mesuraments en la meitat inferior de les vistes i en la meitat superior ningú veurà a l'arbre que està veient. Hi ha tres escales d'altura de l'arbre emprat en funció de la distància un està en l'arbre, cinc escales de diàmetre i dues escales per àrea basal s'utilitzen en funció del «factor d'àrea basal» desitjada.

## Funció
El Relascopi és molt similar a un «mesurador d'angle» i el «prisma cuneïforme» en què es pot utilitzar per trobar l'àrea basal d'un arbre des d'un punt depenent del factor d'àrea basal en un mètode de mostreig del radi variable. La diferència principal en aquest instrument, encara que és que té múltiples usos com es descriu anteriorment. Alguns altres avantatges sobre els dispositius similars en què representa el pendent un és l'arbre de donar un mesurament més precís d'eines similars.
També es pot emprar el relascopi per trobar la distància d'un arbre (rang). Això es fa de la mateixa manera com quan es fa servir un teodolit on utilitza un conjunt de fórmules trigonomètriques basats en alçada i angle. Normalment el relascopi no es fa servir això a causa de la seva dificultat i la quantitat de temps que es necessita per fer-ho.
Alçada dels arbres és un altre ús d'aquest instrument. Ho fa mitjançant l'ús de diverses rodes que giren ponderades basades en la posició de l'instrument. Les lectures fora d'aquesta escala donaran l'altura de l'arbre en funció de la seva posició des de l'arbre. En prendre l'altura es mesura ja sigui 66 o 120 peus des de l'arbre; aquesta és la raó de les múltiples escales del relascopi. Quan un es troba a aquesta distància es veuen primer a la part superior de l'arbre o en el punt més alt en l'os que volen mesurar i registrar el nombre de la línia d'alçada dins l'àmbit d'aplicació, aleshores un mira a la part inferior de l'arbre i li donarà un nombre positiu o negatiu de prendre aquest nombre i restar des del primer nombre u registrat aquest és estimats altura de l'arbre.Això és molt similar a la forma en què es fa servir un clinòmetre.

## Punt de mostreig

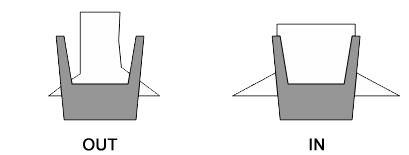
Figura 1

El Relascopi es fa servir sovint per al mostreig puntual. Això es fa mitjançant l'ús de la separació conjunt marcat al relascopi per avaluar si un arbre està dins o fora de la posició. Quan es diu que l'arbre està dins o fora vol dir que no ompli l'espai entre les línies de l'escala en el Relascopi si ho fa que aquest arbre està "IN" si no és així, aquest arbre està "OUT" (Figura 1).
. Si l'arbre està "IN" significa que es compta com a àrea basal dins de la parcel·la. Per esbrinar el que aquesta arbres àrea basal és tot el que un ha de fer és multiplicar el nombre d'arbres pel factor d'àrea basal que es basa en l'amplada dels calibres. Si l'arbre està "IN" aquest mitjà que és comptat àrea tan basal dins unes trames. Per esbrinar el que aquesta zona basal dels arbres és tot el que un ha de fer és multiplicar el nombre d'arbres pel factor de l'àrea basal que es basa en l'amplada dels mesuradors.